# Ministère de la Culture (France)
« Ministère de la Communication » redirige ici. Pour les autres significations, voir Ministère de la Communication (Algérie) et Ministère de la Communication (Burkina Faso).
Pour les autres articles nationaux ou selon les autres juridictions, voir Ministère de la Culture.
Le ministère de la Culture (dont la dénomination officielle était — entre 1997 et 2017 — « ministère de la Culture et de la Communication ») est créé en France en 1959 par le président Charles de Gaulle, et attribué à André Malraux sous le nom de « ministère d'État chargé des Affaires culturelles ». À cette même époque, de nombreux pays se sont également dotés d'un ministère de la Culture. Le ministère est traditionnellement appelé, d'après son adresse principale, « rue de Valois ».
Auparavant, ces fonctions étaient exercées par un ministre, un secrétaire d'État ou un directeur des Beaux-Arts dépendant du ministère de l'Instruction publique. Celui-ci n'avait pas seulement la tutelle des quatre beaux-arts (architecture, peinture, sculpture et gravure), mais aussi de la musique, de la danse, du cirque, des arts de la rue, du cinéma, du théâtre, de l'opéra, des arts décoratifs, des monuments historiques, ainsi que de toutes les écoles correspondantes.
Rachida Dati est ministre de la Culture depuis le 11 janvier 2024.

## Histoire

### Prémices

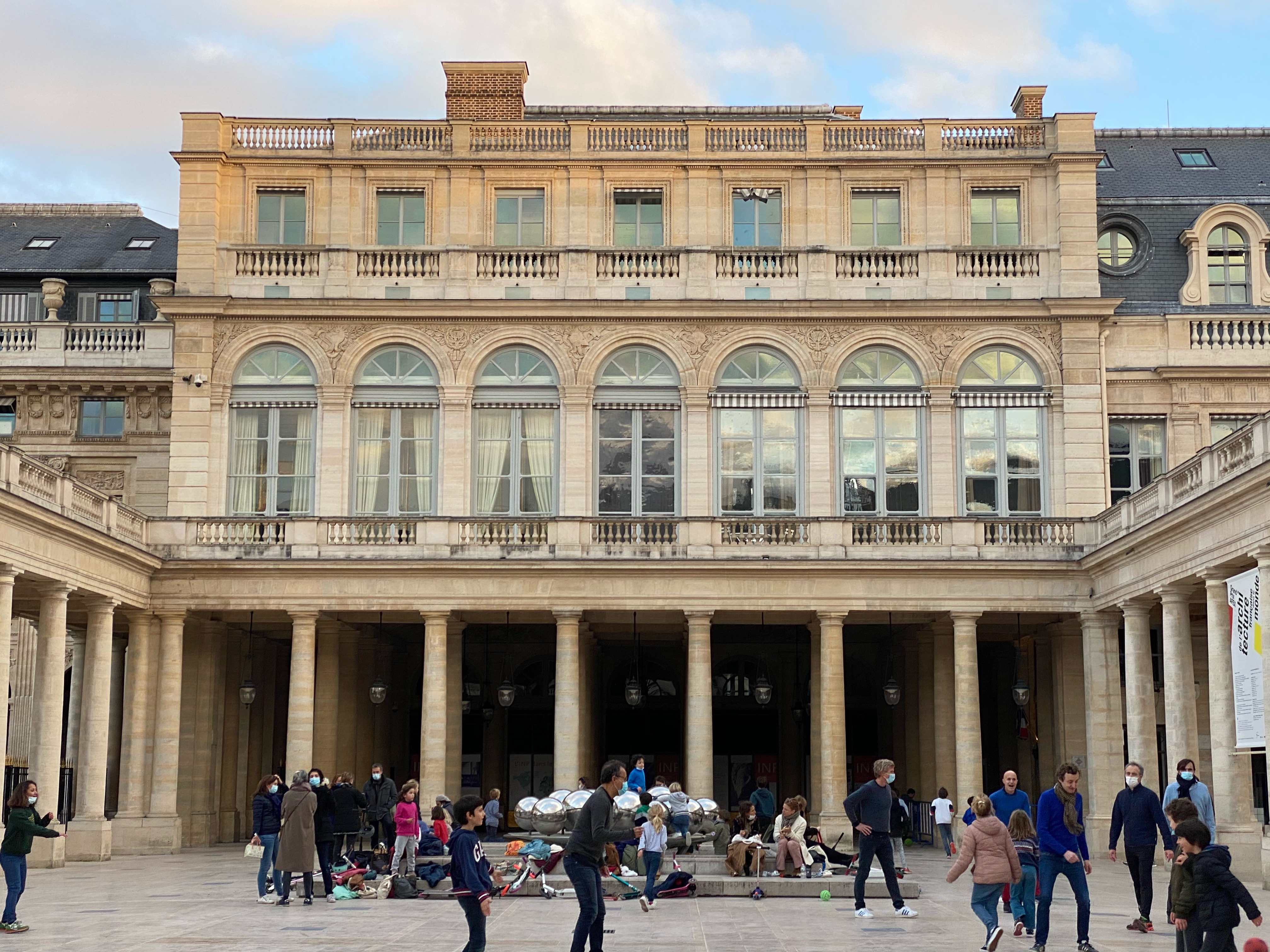
L'aile du Palais-Royal, où se trouvent les bureaux et les salons d'honneur du ministère.

L'intervention de l'État dans le domaine des arts et des lettres a toujours été forte en France. Elle s'est développée durant l'Ancien Régime, avec le mécénat royal, la création du dépôt légal par François Ier, la création des manufactures royales de tapisseries, de la Comédie-Française et des académies sous Louis XIV.
Avec la Révolution apparaît le souci de sauvegarde du patrimoine, avec le musée des Monuments français d'Alexandre Lenoir, et les premiers musées d'arts, avec notamment la création du musée du Louvre. Ludovic Vitet et Prosper Mérimée recensent et protègent le patrimoine bâti avec l'apparition de la notion de monument historique.
Entre le 27 janvier et le 28 août 1870, un ministère des Lettres, Sciences et Beaux-Arts est mis en place, avant que ses attributions ne soient rattachées au ministère de l'Instruction publique. En 1881, le gouvernement Léon Gambetta instaure un ministère des Arts, dont le titulaire est Antonin Proust, qui ne durera que quelques mois.
La Troisième République favorise l'éducation, avec les bibliothèques et les musées et crée la direction générale des Beaux-Arts du ministère de l'Instruction publique. Le Front populaire introduit l'éducation culturelle et artistique, mais le Parlement rejette le ministère de la vie culturelle voulu par Jean Zay, pour unir un secrétariat d'État à l'Éducation nationale et un autre à l'Expression nationale, comprenant lettres et arts, musées, archives et bibliothèques.
Jeanne Laurent, sous-directrice du théâtre et de la musique au ministère de l'Éducation nationale pendant la Quatrième République favorise la décentralisation théâtrale, avec le Théâtre national populaire, le Festival d'Avignon et les centres dramatiques nationaux. En janvier 1947 est créé le ministère de la Jeunesse, des Arts et Lettres, dirigé par Pierre Bourdan. Mais cette première tentative d'autonomie d'un ministère lié à l'action culturelle ne survit pas au remaniement ministériel du gouvernement Paul Ramadier en octobre de la même année, la direction générale des Arts et Lettres réintégrant le ministère de l'Éducation nationale.

### Création du ministère des Affaires culturelles en 1959

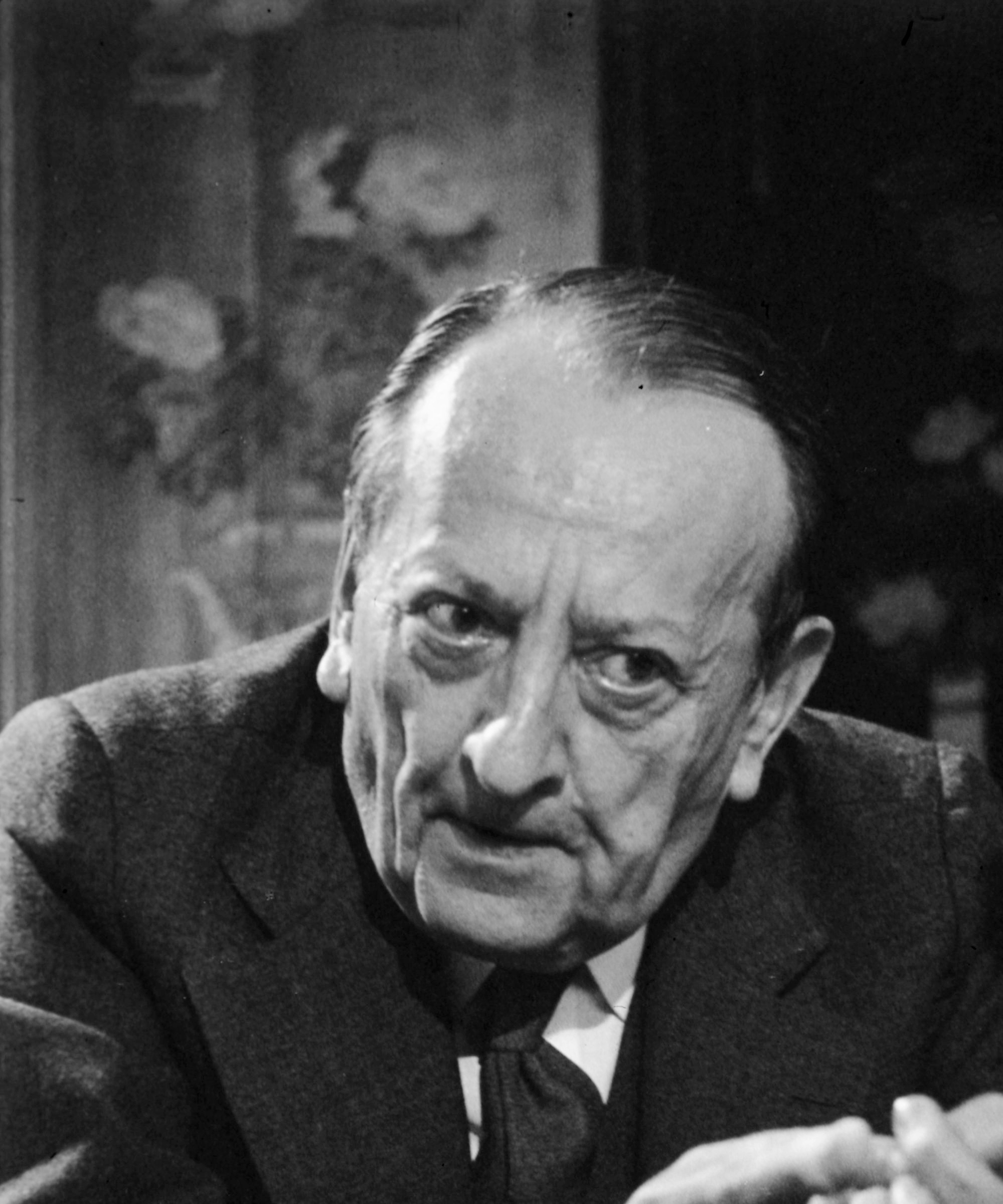
André Malraux en 1974.

Le ministère des Affaires culturelles est né en France avec la Cinquième République. Le général de Gaulle conseille au Premier ministre Michel Debré de proposer un ministère à André Malraux :

« Il vous sera utile de garder Malraux. Taillez pour lui un ministère, par exemple, un regroupement de services que vous pourrez appeler « Affaires culturelles ». Malraux donnera du relief à votre gouvernement. »

Malraux accepte. La création, actée le 3 février 1959, d'un ministère dédié permet à De Gaulle de signifier que le rayonnement mondial de la France devait se faire aussi par la culture.
Le nouveau ministère inclut des services qui dépendaient jusqu'alors de divers ministères : l'Éducation nationale (direction générale des Arts et Lettres, direction de l'Architecture, direction des Archives de France), l'Industrie et le Commerce (Centre national de la cinématographie), et les activités culturelles du Haut-Commissariat à la Jeunesse et aux Sports. Plus tard, en 1975, la direction du Livre rassemblera également divers services gouvernementaux.
La politique culturelle du ministère est définie comme un désir de démocratisation de la culture, même si André Malraux n'a jamais employé ce mot. Le décret fondateur du 24 juillet 1959, rédigé par Malraux lui-même, donne à ce ministère la « mission de rendre accessibles les œuvres capitales de l’humanité, et d’abord de la France, au plus grand nombre possible de Français, d'assurer la plus vaste audience à notre patrimoine culturel et de favoriser la création de l'art et de l'esprit qui l'enrichisse ». Il s'agit moins de faire venir tout le monde à la culture, que de permettre à tous ceux qui le désirent, d'y accéder. Les Maisons de la Culture, qui ouvrent dans plusieurs capitales régionales (Grenoble, Amiens, Bourges…), ainsi que les comités régionaux des affaires culturelles (ancêtres des DRAC) illustrent l'effort de diffusion régionale, axé sur les arts nobles.
L'autre grande caractéristique de la politique malrucienne est son refus des dispositifs pédagogiques[réf. nécessaire]. Pour lui, l'action culturelle doit être fondée sur le « choc artistique », qui consiste à croire aux qualités intrinsèques de l'œuvre pour procurer une émotion au public, sans qu'il y ait besoin de médiation. L'éducation populaire est écartée du giron de la culture, alors que l'excellence artistique prime, d'où la mise en place d'un système fort de soutien à la professionnalisation des artistes. Malraux développe peu à peu son ministère, créant en 1961 la direction du Théâtre, de la Musique et des Spectacles. En accentuant l'action culturelle de l'État gaulliste, le but était également d'affaiblir l'influence du Parti communiste auprès des artistes.[réf. nécessaire]

### Politique culturelle entre 1969 et 1981
Après le départ de Malraux à la suite de la démission de De Gaulle, Pompidou décide de pérenniser le jeune ministère. Du fait de la personnalisation du ministère à l'écrivain gaulliste, et le peu de soutien pour une telle institution, ni au sein de l'UNR ni à gauche, le nouveau président de la République aurait pu choisir de mettre fin à un « phénomène exceptionnel ». Pourtant, il nomme Edmond Michelet, figure importante du gaullisme, et lui attribue le titre de ministre d'État comme Malraux.
Durant ces années post-gaulliennes, apparaît peu à peu l'idée d’une politique culturelle qui dépasserait son secteur de prédilection pour une vision plus large, devant conduire la société à se transformer. Les années 1970 voient apparaître un autre concept, celui du « développement culturel », illustré par Jacques Duhamel.
En 1971, Jacques Duhamel, dans la ligne d'une recommandation du VIe plan, crée le Conseil du développement culturel (1971-73) ainsi que le Fonds d'intervention culturelle (FIC, jusqu'en 1985) pour soutenir des initiatives et des expériences originales susceptibles de répondre à des « besoins nouveaux » et dépasser les cloisonnements des administrations de l'État intervenant dans le champ culturel.
Parallèlement, de nouveaux équipements culturels sont lancés. Ils sont plus modestes que les maisons de la Culture de Malraux :
- centres d'action culturelle (CAC), lancés en 1967 mais qui se développent réellement à partir de 1969, structures légères axées sur l'animation plutôt que sur la création ;
- centres culturels communaux, qui visent à favoriser la constitution d'un réseau culturel ;
- établissements culturels intégrés (ECI) regroupant divers équipements collectifs dans les domaines social, culturel, scolaire, sportif et socio-éducatif.

Surtout, Georges Pompidou, devenu président de la République en 1969, lance le projet du Centre national d'art et de culture (Beaubourg), qui sera inauguré en 1977, équipement culturel novateur alliant un musée d'art moderne, un centre de création contemporaine, un institut de recherche musicale et une grande bibliothèque de lecture publique. Il est également à l'origine d'une grande exposition de la scène artistique contemporaine française, organisée par François Mathey au Grand Palais en 1972, et qui suscite la polémique lorsque certains artistes refusent d'y participer en déclarant refuser toute récupération par l'État.

### Élargissement du champ culturel

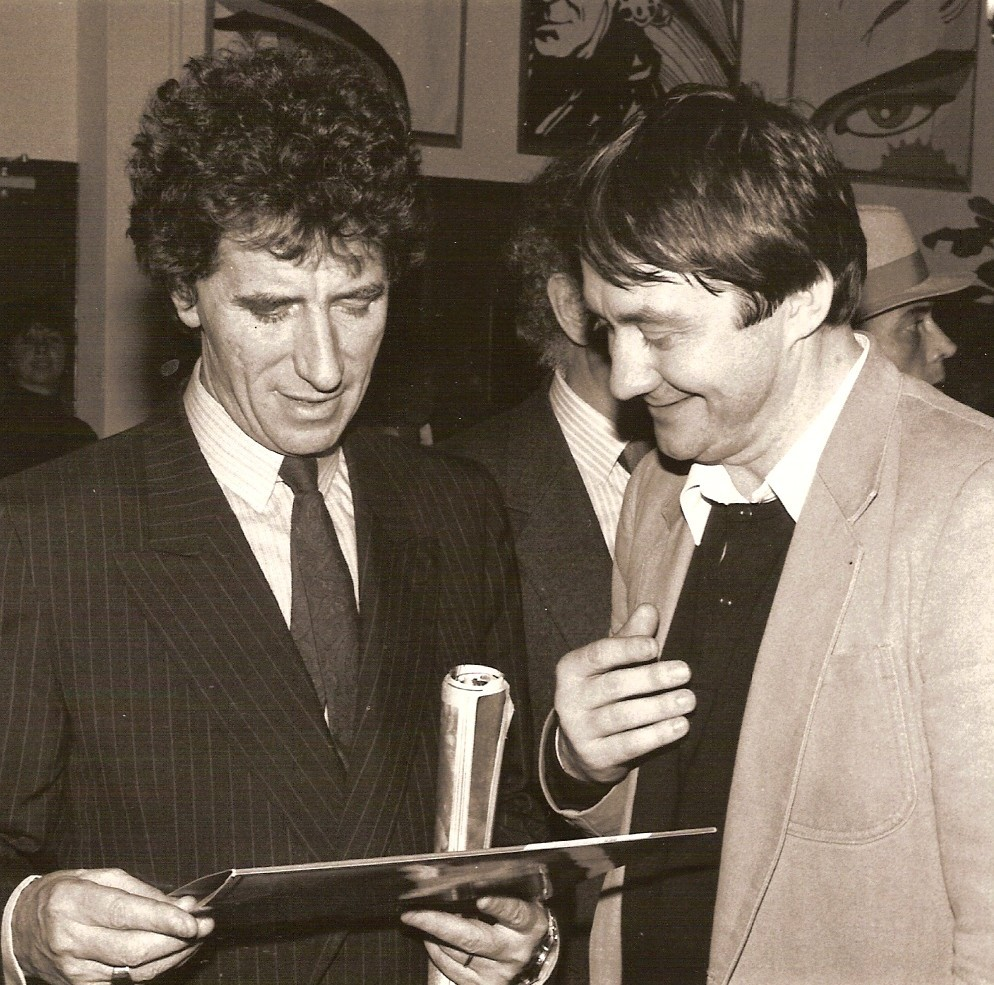
Jack Lang (à gauche) lors du Printemps de Bourges de 1986 en compagnie d'Alain Meilland, cofondateur du festival.

Avec l'arrivée de la gauche aux affaires en 1981, et de Jack Lang à la rue de Valois, le champ culturel s'est élargi. Les arts majeurs et mineurs ont disparu, les pratiques amateurs sont autant mises en avant que la création et l'économie via l'industrie culturelle est prise davantage en compte. Jack Lang introduit une dimension festive, et des événements nationaux qui existaient peu (Fête de la musique, Journées nationales du patrimoine…).
Ainsi le décret du 10 mai 1982, relatif à l’organisation du ministère précise : « Le ministère chargé de la Culture a pour mission : de permettre à tous les Français de cultiver leur capacité d'inventer et de créer, d'exprimer librement leurs talents et de recevoir la formation artistique de leur choix ; de préserver le patrimoine culturel national, régional ou des divers groupes sociaux pour le profit commun de la collectivité tout entière ; de favoriser la création des œuvres de l'art et de l'esprit et de leur donner la plus vaste audience ; de contribuer au rayonnement de la culture et de l'art français dans le libre dialogue des cultures du monde ».
Jack Lang associe également art et apprentissage, en opposition à l'esprit malrucien. Outre un ministère de l'Éducation nationale et de la Culture, qu'il a mené pendant moins d'un an, sous le gouvernement Pierre Bérégovoy, c'est aussi l'époque du développement de l'enseignement du théâtre et du projet Collège au cinéma. Catherine Trautmann ensuite travailla sur l'éducation à l’art et la médiation culturelle.
Depuis 1986, et à l'exception de la période 1993-1995, le ministère de la Culture a toujours été également chargé de la Communication, c'est-à-dire de la politique du gouvernement en direction des Médias (presse, audiovisuel et, pour partie, internet). Pour l'exercice de ces attributions, le ministre dispose d'un service du Premier ministre, la direction du Développement des médias (DDM – anciennement service juridique et technique de l'Information et de la Communication, SJTIC).
Le ministère a été connecté à l'internet par son directeur informatique Bruno Mannoni en septembre 1992. Ce fut le premier parmi les administrations centrales à avoir son site internet, inauguré par Jacques Toubon lors des journées multimédias à l'ENSBA en 1994.

### L'organisation administrative du ministère
Depuis 2006, à la suite de la RGPP le ministère se compose :
- d'un secrétariat général, créé en 2006, pour coordonner l'activité des différentes directions et délégations et prendre en charge tout ce qui est commun aux différents services du ministère ;
- de six directions propres au ministère :
  - la direction de l'Administration générale (DAG), dirigée par un secrétaire général adjoint sous l'autorité du secrétaire général ;
  - la direction de l'Architecture et du Patrimoine (DAPA) chargée de l'architecture et des monuments historiques ; elle gère la Base Mérimée et assure la tutelle du Centre des monuments nationaux ;
  - la direction des Archives de France (DAF), qui contrôle notamment les Archives nationales ;
  - la direction du Livre et de la Lecture (DLL), chargée de suivre l'économie du livre et le développement des bibliothèques ;
  - la direction de la Musique, de la Danse, du Théâtre et des Spectacles (DMDTS), pour tout ce qui concerne le spectacle vivant ;
  - la direction des Musées de France (DMF), responsable de la politique en matière de musées.
- de trois délégations :
  - la délégation aux Arts plastiques (DAP) qui suit l'actualité de l'art vivant ;
  - la délégation au développement et aux affaires internationales (DDAI), dépendant du secrétariat général ;
  - la délégation générale à la langue française et aux langues de France (DGLFLF).
- du Centre national du cinéma et de l'image animée (CNC), qui présentait alors l'originalité juridique d'être à la fois une direction de ministère et un établissement public.

En outre, la direction du Développement des médias (DDM), rattachée aux services du Premier ministre, était aussi mise à sa disposition au titre de la communication et des médias.
Le Conseil de « modernisation » des politiques publiques du 12 décembre 2007 avait annoncé la réduction de moitié du nombre de directions du ministère de la Culture et de la Communication d'ici à la fin du quinquennat présidentiel. L'administration centrale devait se recentrer sur les « missions de pilotage et de stratégie », la DMDTS et la DAP pourraient être réunies, tandis que la direction des Musées de France devait perdre la gestion des musées au profit de la Réunion des musées nationaux, qui pourrait se voir alliée au Centre des monuments nationaux.
La réforme, finalement concrétisée par des textes publiés en novembre 2009, entre en application le 13 janvier 2010. Le programme annoncé en 2007 est globalement suivi.
En outre, un grand nombre d'établissements publics nationaux ont été créés (Musée du Louvre, Opéra de Paris, BNF, Château de Versailles…), mais aussi d'opérateurs (Centre national du Cinéma, du livre, de la musique), France Médias, ce qui a créé des difficultés de pilotage de ces organismes par le ministère.

### Redéfinition des missions
Claude Mollard relève qu'Audrey Azoulay, nommée ministre de la Culture en 2016, est la 11e en 23 ans, dans un contexte où « le ministère cherche sa pointure tout en hésitant sur ses missions, confronté qu'il est au développement du rôle des collectivités locales et du marché et au défi de la démocratisation culturelle qui lui impose de s'engager dans l'éducation artistique et culturelle sans qu'il ait trouvé véritablement la clé lui permettant d’œuvrer avec le ministère de l'Éducation nationale ».
Joseph Confavreux et Aurore Gorius soulignent l'affaiblissement du ministère de la Culture sous l'effet de la « montée en puissance des grands établissements publics autonomes » depuis le début des années 1990, le recul de son budget, « la durée raccourcie des mandats rue de Valois » et le « poids politique limité » des ministres successifs « depuis plusieurs années ».

### Identité visuelle (logotype)
Le logotype du ministère varie régulièrement au gré des changements de dénominations. Le logotype suit systématiquement les règles et principes de la charte graphique de la communication gouvernementale en France avec le système du « bloc marque ».
Le logotype a été conçu en 1989 par Pippo Lionni puis en 1999, le logo de la République Française est ajouté et vient chapeauter le logo du ministère.

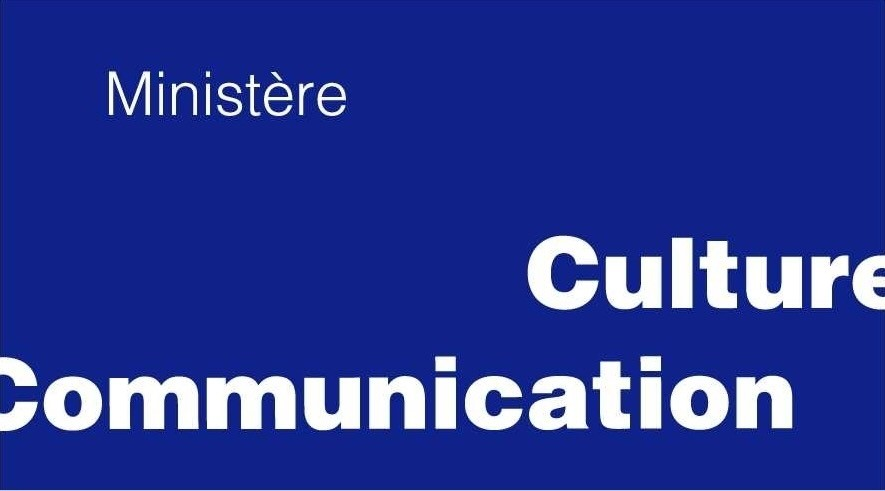
Logo du Ministère de la Culture et de la Communication de 1989 à 1999.
Logo du Ministère de la Culture et de la Communication de 1999 à 2017.
Logo du Ministère de la Culture de mai 2017 à février 2020.
Logo du Ministère de la Culture depuis février 2020.

## Organisation et attributions
Le ministère est situé rue de Valois, à Paris (1er arrondissement), dans une partie du Palais-Royal. Une partie de ses services, jusque-là dispersés dans la capitale, ont été regroupés à proximité en 2004, dans l'immeuble dit « des Bons-Enfants », restructuré par les architectes Francis Soler et Frédéric Druot, 182 rue Saint-Honoré. Une partie des services doit également être regroupée au sein du « quadrilatère des Archives nationales », en partie inoccupé depuis l'ouverture en 2012 du site de Pierrefitte-sur-Seine.

### Ministre
Depuis le 11 janvier 2024, sous le gouvernement Gabriel Attal et reconduite par le gouvernement Michel Barnier et le gouvernement François Bayrou, la ministre de la Culture est Rachida Dati.

### Administration centrale

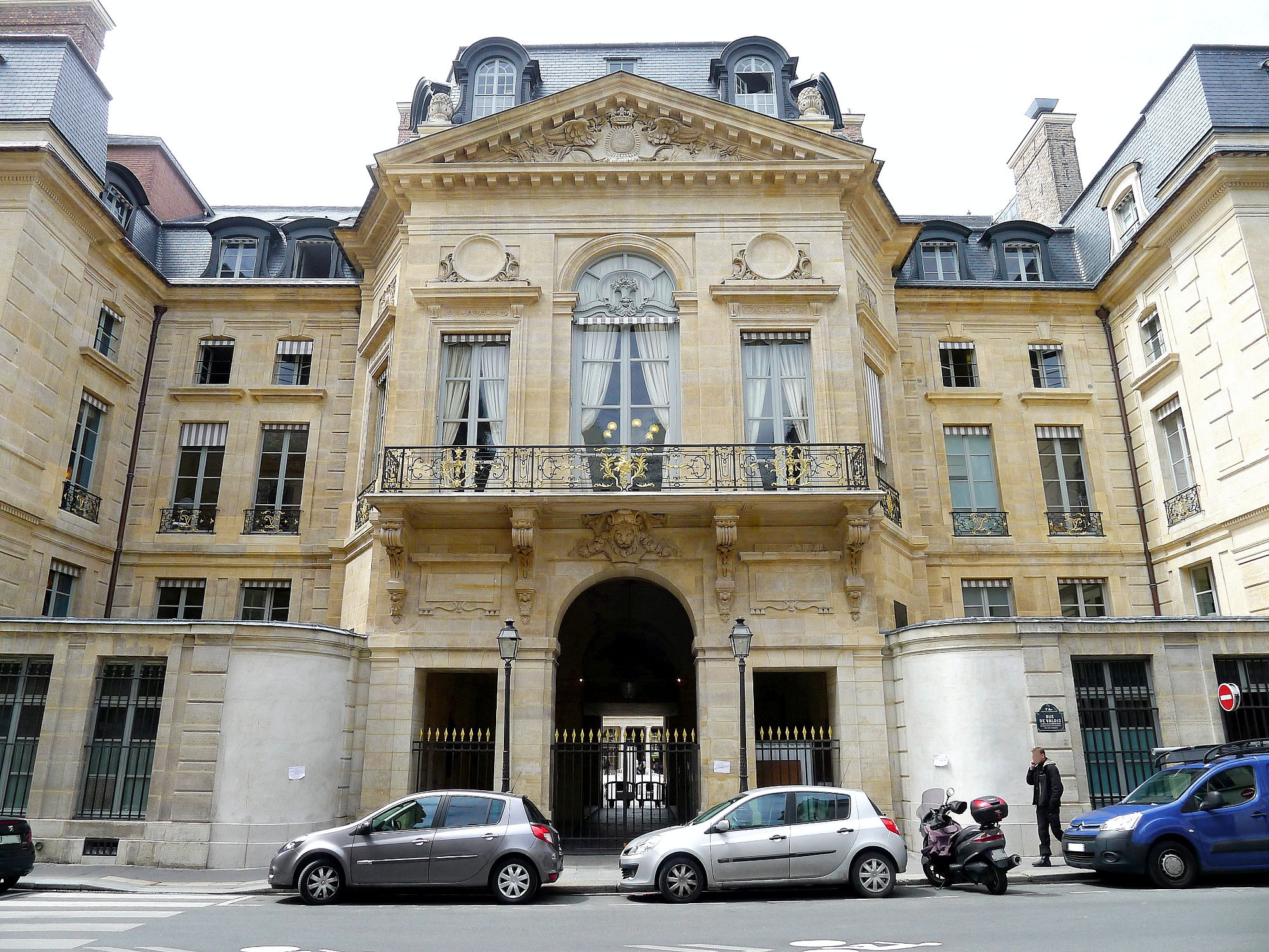
Bâtiment du ministère de la Culture au no 7 rue de Valois.

En 2022, l'administration centrale du ministère de la Culture et de la Communication comprend plusieurs services directement rattachés au ministre : le secrétariat général, un service d'inspection, l'Inspection générale des affaires culturelles, le haut fonctionnaire de défense et de sécurité, la commission de récolement des dépôts d’œuvres d'art, la délégation générale à la langue française et aux langues de France et le Comité d'histoire du ministère de la Culture et des institutions culturelles.
Les administrations opérationnelles sont :
- Direction générale des Patrimoines et de l'Architecture ;
- Direction générale de la Création artistique ;
- Direction générale des Médias et des Industries culturelles ;
- la délégation générale à la transmission, aux territoires et à la démocratie culturelle.

### Services déconcentrés

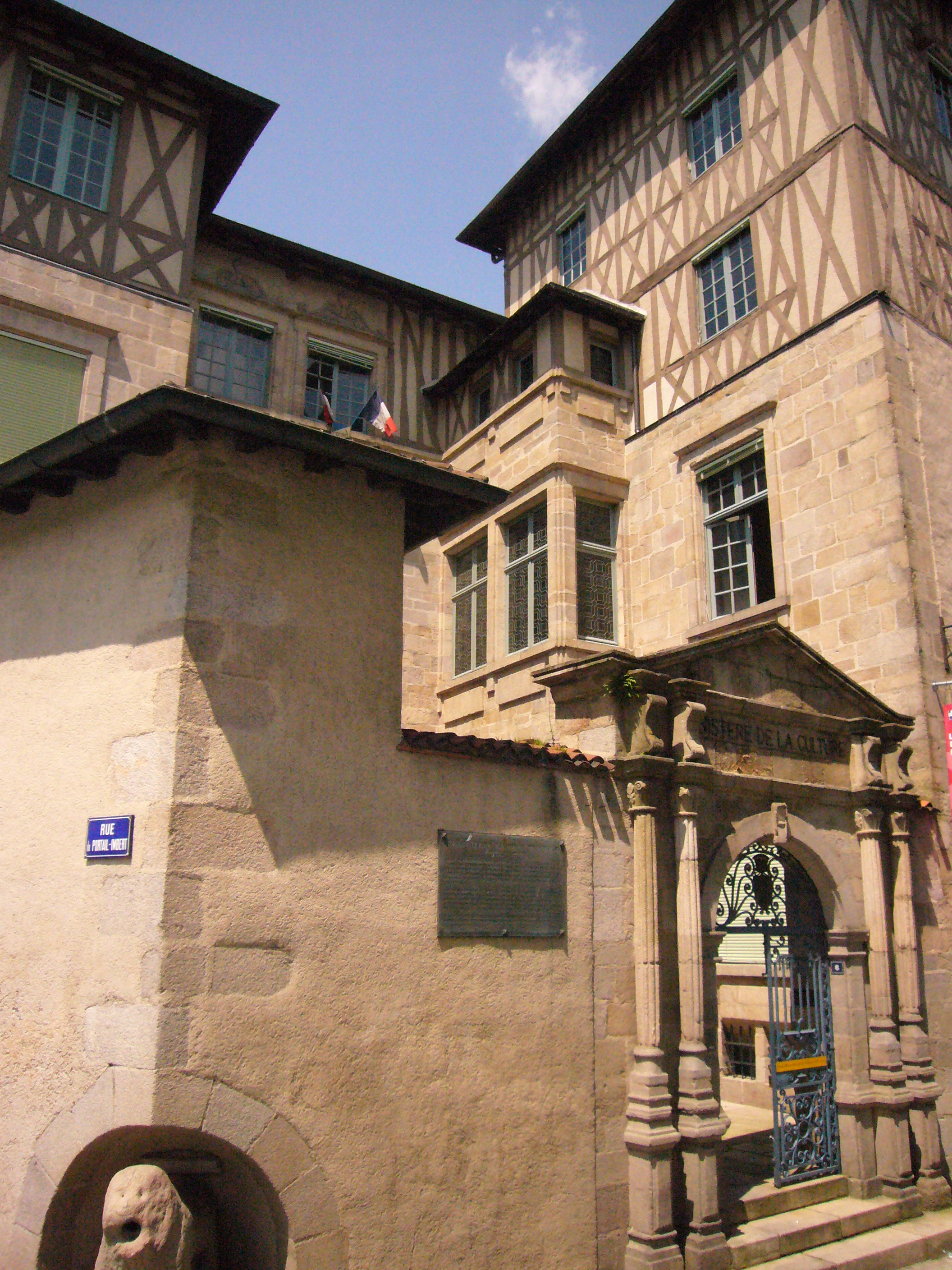
L'hôtel Maledent de Feytiat, à Limoges, siège de la DRAC du Limousin.

À l'échelon déconcentré, le ministère de la Culture et de la Communication dispose, dans les régions, des directions régionales des Affaires culturelles (DRAC) en métropole et des directions des affaires culturelles dans les départements d'outre-mer.
Dans les départements, les services départementaux de l'architecture et du patrimoine (SDAP) constituaient eux aussi des services du ministère de la Culture.
Dans le cadre de la révision générale des politiques publiques, une réforme voulait faire des SDAP des « guichets de proximité », dès lors rattachés aux politiques locales. Le ministère de la Culture souhaitait distinguer deux niveaux :
- un niveau conceptuel assuré par les DRAC afin de programmer, d'orienter et d'animer une politique culturelle ;
- un niveau opérationnel assuré par les SDAP afin d'assurer le suivi des procédures étant donné leur connaissance du terrain.

Enfin, il était question de créer un collège régional des chefs de service, réunissant les chefs des DRAC et ceux des SDAP, afin de mieux coordonner les actions entre eux.
La réforme instituée en 2010 remplace les SDAP par des « unités territoriales » des DRAC qui prennent le nom de service territorial de l'architecture et du patrimoine (STAP). En 2016, les STAP sont remplacées pour les unités départementales de l'architecture et du patrimoine (UDAP).
D'autre part, les Archives départementales, qui relèvent des conseils généraux, sont dirigées par des conservateurs du patrimoine mis à disposition des départements par le ministère de la Culture et assurent une partie de leurs missions sous l'autorité du préfet et au nom de l'État. À ce titre, elles peuvent être partiellement regardées comme des services déconcentrés de l'État.

## Budget
Sous André Malraux, entre 1959 et 1968, le budget du ministère varie de 0,3 à 0,43 % du budget national.
Les crédits du ministère de la Culture et de la Communication progressent de 2,1 % en 2011, pour atteindre près de 7,5 milliards d'euros, soit 154 millions d'euros de plus qu'en 2010. Le budget 2012 s'élève à 7,4 milliards d'euros, en augmentation de 0,9 %. En 2013, le ministère bénéficie d'un budget de 7,4 milliards d'euros en baisse de 2 % par rapport à 2012 : 3,55 milliards d'euros en faveur des secteurs de la culture, de la recherche et des médias et 3,83 milliards d'euros en faveur de l'audiovisuel public.
Un rapport publié en avril 2014 par l'Inspection générale des affaires culturelles pointe cependant la très inégale répartition des crédits alloués à la culture sur le territoire national. En effet, la seule région Île-de-France, qui rassemble 18 % de la population française totale, bénéficie de 66 % du total de ces crédits (ce pourcentage monte à 77 % pour les crédits directement affectés par l'Administration centrale).
Le budget 2014 du ministère de la Culture et de la Communication s’élève à 7,26 milliards d'euros : 2,69 milliards pour la culture et la recherche culturelle (-2 %) et 4,56 milliards pour les médias, la lecture et les industries culturelles (-2,1 %).

## Manifestations organisées ou pilotées par le ministère

### Journées européennes du patrimoine
Les Journées européennes du patrimoine (JEP) sont des manifestations nationales et internationales annuelles qui permettent au public la découverte de nombreux édifices et autres lieux qui ne sont souvent qu'exceptionnellement ouverts au public, ou de musées qui vont alors modifier leur offre voire leur tarification pour l'occasion.

### Journées nationales de l'archéologie
Les Journées nationales de l’archéologie (JNA) sont organisées par le ministère de la Culture et de la Communication (France), et coordonnées par l’Institut national de recherches archéologiques préventives  (Inrap). 
Elles deviennent en 2020 journées européennes de l'archéologie (JEArcheo), avec la participation des pays membres du Conseil de l'Europe.

### Fête de la musique
La Fête de la musique a lieu à travers le monde le 21 juin (date qui coïncide le plus souvent avec le premier jour de l'été dans l'hémisphère nord), principalement le soir et la nuit jusqu'au lendemain matin. Elle est actuellement célébrée dans une centaine de pays. Divers festivals de musique locaux qui se déroulaient ce jour de solstice participent aujourd'hui à cette fête populaire.

## Dans la culture
Le film Êtes-vous fiancée à un marin grec ou à un pilote de ligne ? (1970) de Jean Aurel avec Jean Yanne illustre la vie d'un haut-fonctionnaire de la Culture.

#### Décrets d'attribution
- Décret no 2012-776 du 24 mai 2012 relatif aux attributions du ministre de la Culture et de la Communication (périmé)
- Décret no 2014-411 du 16 avril 2014 relatif aux attributions du ministre de la Culture et de la Communication

#### Décrets d'organisation
- Décret no 2004-822 du 18 août 2004 relatif à l'organisation et aux missions de l'administration centrale du ministère de la Culture et de la Communication (abrogé)
- Décret no 2009-1393 du 11 novembre 2009 relatif aux missions et à l'organisation de l'administration centrale du ministère de la Culture et de la Communication
- Décret no 2010-633 du 8 juin 2010 relatif à l'organisation et aux missions des directions régionales des affaires culturelles